# Alyson Eckmann
Alyson «Aly» Rae Eckmann (Seattle, Washington, Estados Unidos, 8 de noviembre de 1990) es una presentadora, reportera, cantante y locutora de radio estadounidense.

## Biografía

### Primeros años
Aunque Alyson Rae Eckmann nació en Seattle con dieciocho años se trasladó a México y, más tarde, con veinte años, se mudó a Madrid (España). En un principio, Alyson se quedaría aproximadamente diez meses, aunque tras encontrar trabajo como niñera se quedó dos años más. Tras esto, Alyson se fue de vacaciones a Canarias donde se encontró con la grabación del programa de televisión Un príncipe para Corina, con el que según ella: «casualmente me topé con el programa de Corina, y sin saber muy bien cómo, acabé saliendo por la tele».
Realmente un director de casting le propuso la idea de participar en el dating show de Cuatro. Al principio se mostró reacia a ella pero finalmente aceptó.

### Carrera en televisión
Tras esto, Alyson fichó por el programa de televisión Hable con ellas para el canal de televisión Telecinco, donde se convirtió por primera vez en presentadora, además también ejerce como reportera. Por otra parte, Alyson también trabaja como locutora en el programa de radio No te cortes, de Los 40 Principales.
El 22 de octubre de 2014 empezó como reportera del programa Todo va bien de Cuatro. En abril de 2015, Alyson hace una participación estelar en la serie de televisión La que se avecina, donde interviene como Megan Simons, la mujer de Trevor, expareja de Judith. Desde 2014, Alyson colabora con VEVO España presentando el programa Vevo Fresh y los festivales DCODE.
En 2015 Alyson ficha por Non Stop People un canal de Movistar+ dirigido por y para jóvenes para presentar el programa Xtraǃ.
El 29 de septiembre de 2016, participa en el programa-concurso Sígueme el Rollo de Ten.
El 9 de enero de 2017 se convierte en una de las concursantes del reality show de Telecinco, Gran Hermano VIP 5 junto a otros rostros populares del país cómo Alonso Caparrós, Daniela Blume, Elettra Lamborghini, Emma Ozores, Irma Soriano, Ivonne Reyes entre otros famosos. En la noche del 13 de abril de 2017, Alyson Eckmann es proclamada ganadora de la quinta edición de GH VIP alzándose con los 100.000 euros de premio con 58,08 % de la audiencia a su favor.
El 4 de mayo se anuncia su participación como concursante en el nuevo programa Me lo dices o me lo cantas de Telecinco. En octubre anunció que era la invitada VIP sólo para dos semanas en Gran Hermano Revolution.
Tras más cinco años desaparecida de la televisión, Alyson vuelve a ella participando en el nuevo reality de Telecinco, Pesadilla en El Paraíso dónde comparte aventura con Gloria Camila Ortega, Mónica Hoyos, Víctor Janeiro o Lucía Dominguín entre los más conocidos, además del modelo italiano, Marco Ferri con quién vuelve a coincidir desde Gran Hermano VIP en 2017.

### Carrera en la música
En cuanto al mundo de la música, fue vocalista de un grupo de jazz durante 8 años. Más tarde, compuso dos sencillos, uno en 2014, titulado «Believe Me» y otro en 2015 titulado «Day After Day». Además ha participado en diversos musicales como Cats, Seussical y Annie.
En 2016 acudió al programa musical de Antena 3 Tu cara me suena, donde interpretó a Tracy Chapman. A finales de ese mismo año, Aly Eckmann colaboró como vocalista en «Get Over It», un tema de Les Castizos que salió a la venta bajo el sello musical Clipper's Sounds.

## Vida personal
En 2013 se dio a conocer su relación con el actor Álex González tras una portada de una revista besándose. En 2015 se rumoreó una relación con Peter Vives tras que ella le hiciera un reportaje en el programa Xtra!.
En 2017 en el reality GH VIP conoció a Antonio Rafaski concursante de Big Brother Brasil pero su relación se rompió fuera del reality.
Desde 2018 vive con su novio, Joey, en Los Ángeles.

## Trayectoria

### Programas de televisión
| Año         | Título                     | Cadena          | Notas                       |
| ----------- | -------------------------- | --------------- | --------------------------- |
| 2013        | Un príncipe para Corina    | Cuatro          | Participante                |
| 2014        | Hable con ellas            | Telecinco       | Presentadora                |
| 2014 - 2015 | Todo va bien               | Cuatro          | Colaboradora                |
| 2014 - 2015 | Vevo fresh                 | VEVO            | Presentadora                |
| 2015        | Xtra!                      | Non Stop People | Copresentadora              |
| 2016        | Tu cara me suena           | Antena 3        | Invitada                    |
| 2017        | Gran Hermano VIP 5         | Telecinco       | Concursante - Ganadora      |
| 2017        | Sábado Deluxe              | Telecinco       | Invitada (2 programas)      |
| 2017        | Sálvame                    | Telecinco       | Invitada                    |
| 2017        | Me lo dices o me lo cantas | Telecinco       | Concursante                 |
| 2017        | Gran Hermano Revolution    | Telecinco       | Colaboradora                |
| 2017        | Morninglory                | Be Mad          | Colaboradora                |
| 2017        | English for Summer         | Mtmad           | Presentadora                |
| 2018        | Gran Hermano VIP 6         | Telecinco       | Invitada VIP                |
| 2022        | Pesadilla en El Paraíso    | Telecinco       | Concursante (3.ª eliminada) |

### Radio
| Año       | Título       | Emisora            | Notas                    |
| --------- | ------------ | ------------------ | ------------------------ |
| 2013-2016 | No te cortes | Los 40 Principales | Presentadora y reportera |

### Series de televisión
| Año       | Título            | Cadena    | Personaje    | Notas                          |
| --------- | ----------------- | --------- | ------------ | ------------------------------ |
| 2015-2016 | La que se avecina | Telecinco | Megan Simons | Elenco recurrente; 3 episodios |